# برزش‌آباد
برزش‌آباد روستایی تاریخی و فرهنگی است که در دهستان کنه بیست بخش مرکزی شهرستان مشهد استان خراسان رضوی ایران در کنار کنارگذر شمالی مشهد و در نزدیکی کشف رود است. بر پایه سرشماری عمومی نفوس و مسکن در سرشماری عمومی نفوس و مسکن (۱۳۹۵)  جمعیت این روستا 1288 نفر (در ۳۳۱ خانوار) بوده‌است و طبق آخرین آمار سامانه سینا مرکز بهداشت در 29 اسفند 1400 جمعیت روستا به 1613 نفر افزایش یافته است. مردم این روستا شیعه دوازده امامی هستند. از مشاهیر این روستا سیّد شهاب الدین برزش آبادی، عارف مشهور قرن هشتم و نهم هجری است.
وجود امامزاده سید عبدالله برزش ابادی یکی از موسسین فرقه ذهبیه و بنای آن که مربوط به دوره صفویه است ویکبار تعمیر شده است که مربوط به دوره قاجار می باشد، نشان قدمت این روستا است‌. ساخت پادگان آموزشی سپاه در این روستا که زمینهای کشاورزی مردم روستا را  برای ساخت ان گرفتن همیشه مورد انتقاد بوده است.چون ۳۰۰هکتار زمین حاصلخیز برای یک پادگان اموزشی اختصاص دادن
این روستا به خاطر محیط بکر و نزدیکی به مشهد، پیشرفت زیادی داشته و همچنان در حال پیشرفت است.
این روستا داری یک سالن سرپوشیده ورزشی می باشد ک تنها سرگرمی جوانان روستا است و از سازندگیها و بودجه ی دولت اقای روحانی تامین شده است. خیر محترم خانم دکتر زارع برزشی هزینه ساخت مدرسه ی جدید رو متقبل شدن و ساخت مدرسه به اتمام رسیده است.
روستا در حال افزایش جمعیت می باشد و جمعیتی که از شهر برای سکونت به این روستا می آیند همواره در حال افزایش است. 
عده زیادی از مردم روستا در تابستان از مشکل کم آبی رنج می‌برند.چون آب این روستا از طریق چاه تامین می‌شود. در تابستان سطح ایستابی آب کاهش می‌یابد و 
و آب چاه کم می‌شود و سختی بیشتری پیدا می‌کند. با پیگیری های متعدد و مکاتبات فراوان ، در اسفند 1400 مخزن زمینی-بتنی کنارگوشه به مجتمع آبی برزش آباد تزریق گردید تا در تابستان 1401 با مشکل قطعی آب مواجه نشوند.